# Населення Донецька
|                         | 2014    |   | 2015    |
| ----------------------- | ------- | - | ------- |
| кількість народжених    | 2 841   | ▼ | 893     |
| кількість померлих      | 4 555   | ▼ | 3 354   |
| природний рух населення | - 1 714 | ▼ | - 2 461 |

## Історична динаміка
Динаміка зміни чисельності населення:
- 1870 — 164
- 1884 — 5 494
- 1897 — 28 100[3]
- 1910 — 48 000
- 1914 — 70 000
- 1926 — 105 739[4][5]
- 1937 — 246 000
- 1939 — 466 268[6][5]
- 1941 — 507 000
- 1943 — 175 000
- 1959 — 704 821[7][5]
- 1970 — 878 590[8][5]
- 1975 — 966 800[9]
- 1979 — 1 020 799[10][5]
- 1984 — 1 064 000[11]
- 1987 — 1 090 000[12]
- 1989 — 1 109 102[5]
- 1992 — 1 121 400[5]
- 1994 — 1 113 500[5]
- 1995 — 1 102 000[5]
- 1996 — 1 088 000[5]
- 1997 — 1 075 000[5]
- 1998 — 1 065 400[5]
- 1999 — 1 058 000[5]
- 2000 — 1 049 000[5]
- 2001 — 1 016 194[5]
- 2006 — 993 519[5]
- 2010 — 968 250[5]
- 2014 — 949 825[5]

У 2001–2004 роках населення зменшувалось приблизно на 5 тис. осіб на рік, в 2004–2009 — на 3,5 тис. осіб на рік. Очікується, що в 2010—2030-х роках населення міста буде зменшуватись швидшими темпами, що пов'язано зі зменшенням сегменту населення репродуктивного віку (від 20 до 35 років) з теперішніх 1047 тис. осіб у області до близько 480 тис. осіб через 20 років, тобто у 2,2 рази зменшиться кількість населення, яке народжує основну кількість малюків. Враховуючи цей фактор, до 2030 року в місті може залишитися менше 850 тис. осіб.

## Райони міста
| Будьонівський Ворошиловський Калінінський Київський Кіровський | Куйбишевський Ленінський Петровський Пролетарський |

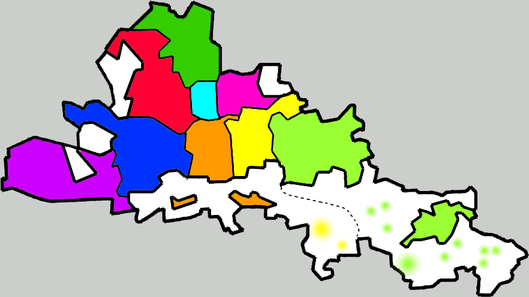
Мапа районів Донецька:

Донецьк поділяється на 9 адміністративних районів. Найбільшими за населенням є Кіровський та Київський райони, найменшими - Петровський, Будьонівський та Ворошиловський.
| район          | 1959    | 1970    | 1979     | 1989     | 2001     | 2008    |
| -------------- | ------- | ------- | -------- | -------- | -------- | ------- |
| Будьонівський  | -       | -       | -        | 97,646   | 94,875   | 89,618  |
| Ворошиловський | -       | -       | 115,283  | 115,098  | 94,168   | 91,970  |
| Калінінський   | 140,500 | 200,693 | 116,656  | 114,695  | 107,098  | 108,016 |
| Київський      | -       | 124,232 | 143,650  | 146,618  | 139,177  | 139,222 |
| Кіровський     | 98,831  | 116,853 | 138,460  | 169,531  | 168,046  | 162,150 |
| Куйбишевський  | 182,815 | 117,514 | 133,321  | 132,854  | 118,157  | 110,221 |
| Ленінський     | 90,630  | 99,662  | 110,995  | 116,511  | 106,269  | 100,330 |
| Петровський    | 71,297  | 78,322  | 87,859   | 97,493   | 85,399   | 80,849  |
| Пролетарський  | 120,748 | 141,314 | 174,575  | 118,656  | 103,005  | 98,486  |
| Донецьк        | 704,821 | 878,590 | 1020,799 | 1109,102 | 1016,194 | 980,862 |

## Рух населення
Природний рух населення Донецької міськради:
| Рік  | Живонароджені | Померлі | Природний приріст |
| ---- | ------------- | ------- | ----------------- |
| 2012 | 8 783         | 13 042  | -4 259            |
| 2013 | 8 674         | 12 819  | -4 145            |

## Вікова структура
Населення Донецька є одним з найбільш постарілих серед українських обласних центрів, кількість населення старше працездатного віку значно перевищує кількість населення молодше працездатного віку.
За переписом 2001 р. налічувалося 154 814 осіб молодше працездатного віку (15,4%), 615 159 осіб працездатного віку (61,1%) та 236 968 осіб старше працездатного віку (23,5%). Внаслідок стрімкого спаду народжуваності (одного з найбільших в Україні) у 2001 р. осіб у віці 0-4 роки було у 2,4 рази менше осіб у віці 60-64 роки (31 954 і 75 682 відповідно) та у 1,4 рази менше ніж осіб у віці 70-74 роки.
Станом на 2014 р. у Донецьку налічувалося 119 127 осіб у віці 0-15 років (12,4%), 613 706 осіб у віці 16-59 років (64,1%) та 224 344 осіб у віці старше 60 років (23,4%).

## Національний склад
Національний склад населення Донецька станом на 2001 рік був таким (перепис населення 2001 року):
| № | Національність | Кількість | (%)    |
| - | -------------- | --------- | ------ |
| 1 | Росіяни        | 493 392   | 48,15  |
| 2 | Українці       | 478 041   | 46,65  |
| 3 | Білоруси       | 11 769    | 1,15   |
| 4 | Греки          | 10 180    | 0,99   |
| 5 | Євреї          | 5 087     | 0,50   |
| 6 | Татари         | 4 987     | 0,49   |
| 7 | Вірмени        | 4 050     | 0,40   |
| 8 | Азербайджанці  | 2 098     | 0,20   |
| 9 | Грузини        | 2 073     | 0,20   |
|   | Інші           | 13 001    | 1,27   |
|   | Загалом        | 1 024 678 | 100,00 |

Національний склад населення Донецька за переписом 1989 року
| № | Національність | Кількість | (%)    |
| - | -------------- | --------- | ------ |
| 1 | Росіяни        | 590 400   | 53,58  |
| 2 | Українці       | 434 700   | 39,45  |
| 3 | Білоруси       | 17 900    | 1,62   |
|   | Інші           | 58 900    | 5,34   |
|   | Загалом        | 1101 900  | 100,00 |

Національний склад населення Донецька за переписом 1939 року
| № | Національність | Кількість | (%)    |
| - | -------------- | --------- | ------ |
| 1 | Росіяни        | 220 101   | 47,20  |
| 2 | Українці       | 192 284   | 41,24  |
| 3 | Євреї          | 24 991    | 5,36   |
| 4 | Греки          | 8 365     | 1,79   |
| 5 | Білоруси       | 7 918     | 1,70   |
| 6 | Татари         | 3 506     | 0,75   |
| 7 | Німці          | 1 893     | 0,41   |
|   | Інші           | 7 210     | 1,55   |
|   | Загалом        | 466 268   | 100,00 |

Національний склад населення Донецька за переписом 1926 року
| № | Національність | Кількість | (%)    |
| - | -------------- | --------- | ------ |
| 1 | Росіяни        | 59 518    | 56,55  |
| 2 | Українці       | 27 582    | 26,21  |
| 3 | Євреї          | 11 342    | 10,78  |
| 4 | Татари         | 1 433     | 1,36   |
| 5 | Білоруси       | 1 399     | 1,33   |
| 6 | Поляки         | 1 346     | 1,28   |
| 7 | Греки          | 719       | 0,68   |
| 8 | Німці          | 417       | 0,40   |
|   | Інші           | 1 486     | 1,41   |
|   | Загалом        | 105 242   | 100,00 |

## Мовний склад
Переписом 2001 року зафіксувано домінування російської мови, яку назвали рідною майже 88 % населення, зокрема 99,3 % етнічних росіян та 76,9 % українців:
| мова       | частка, % |
| ---------- | --------- |
| російська  | 87,83     |
| українська | 11,14     |
| вірменська | 0,13      |
| білоруська | 0,10      |
| грецька    | 0,04      |
| циганська  | 0,03      |
| молдовська | 0,02      |
| болгарська | 0,01      |

Питома вага населення з рідною мовою російської найбільша у Пролетарському районі (91,9 %), найменша у Петрівському районі (79,9 %). Питома вага української коливається від 6,9 % у Пролетарському районі до 19,2 % у Петрівському районі:
|           |  |            |  |
| російська |  | українська |  |

Історична динаміка мовного складу Донецька за даними переписів населення, %
|            | 1926 | 1989 | 2001 |
| ---------- | ---- | ---- | ---- |
| російська  | 80,8 | 80,0 | 87,8 |
| українська | 11,1 | 17,4 | 11,1 |
| єврейська  | 4,0  | -    | -    |

Після захоплення Донецька у 2014 році підконтрольною Росії «ДНР» місто піддається русифікації.